# Liste des musées d'art en Ukraine
Les musées d'art en Ukraine sont présentés ici en une liste unique regroupant les musées artistiques, les musées des beaux-arts et les galeries d'art existants en Ukraine, et présentant des collections pour la plupart relatives à l'art ukrainien. Ils sont classés par division administrative officielle de l'État au printemps 2010. La liste comprend principalement des musées d'État.
Dans les sections par région ou administration, les musées sont présentés en commençant pas les institutions muséales d'État dans le centre administratif de la région. Les départements ou succursales de ces musées sont indiqués en décalé.

## Kiev
- Musée national d'art d'Ukraine (1904)
- Musée Khanenko

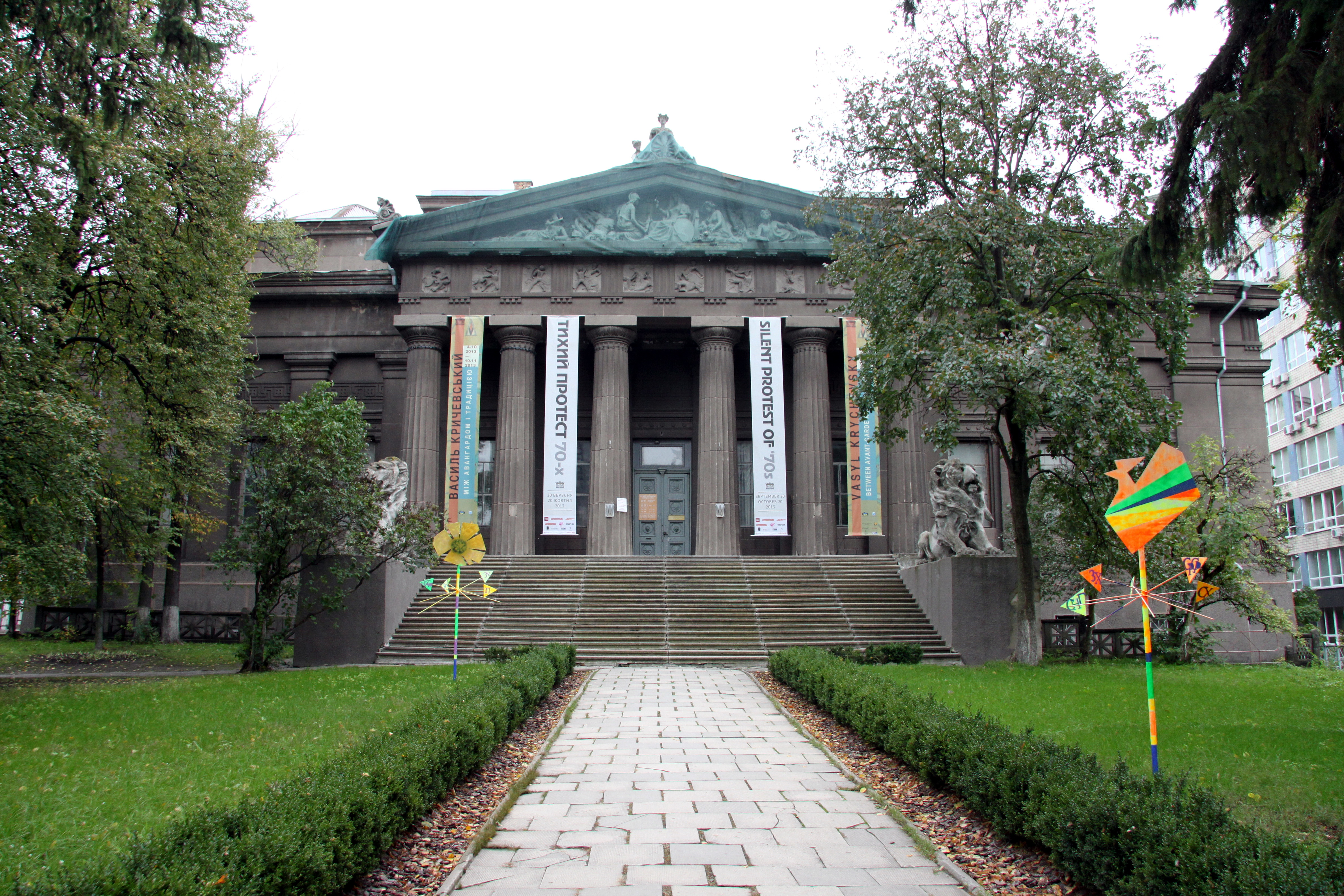
Musée national d'art d'Ukraine

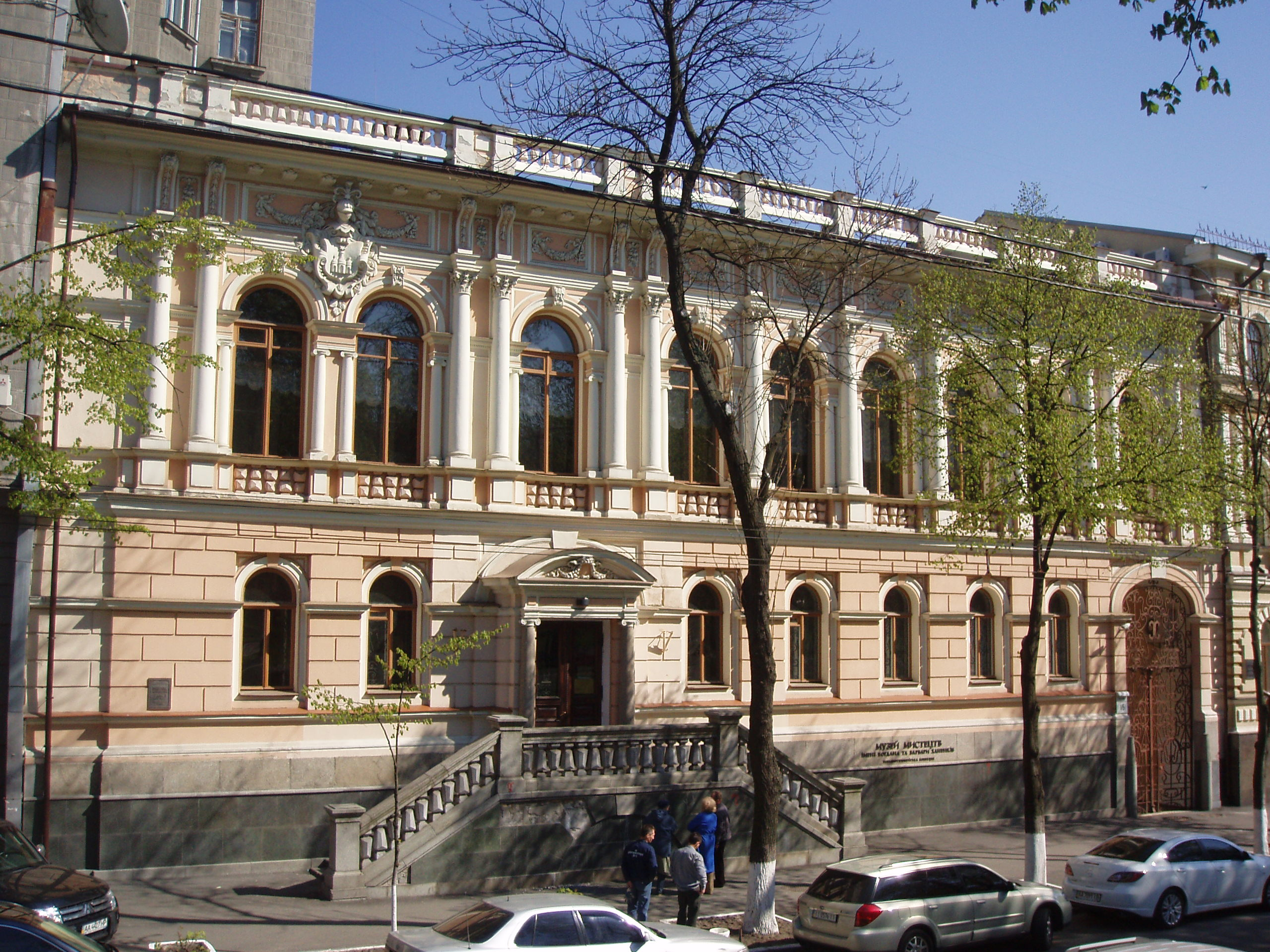
Musée Khanenko

- Musée national de peinture de Kiev
- Musée national de l'histoire de l'Ukraine
- Musée national des arts décoratifs populaires
- Centre national de la culture populaire, musée Ivan-Honchar
- Musée national de l'architecture populaire et de la vie d'Ukraine
- Musée du livre et de l'édition d'Ukraine
- Musée du cinéma de la musique et du théâtre d'Ukraine
- Galerie d'art pour enfants de Kiev
- Musée Jakubovski (privé)
- Fondation Izolyatsia

## Sébastopol
- Musée d'art de Sébastopol, portant le nom de Kroshytsky

## République autonome de Crimée
- Musée d'art de Simferopol.
- Musée d’archéologie de Kertch.
- Galerie nationale d'art Aivazovsky.

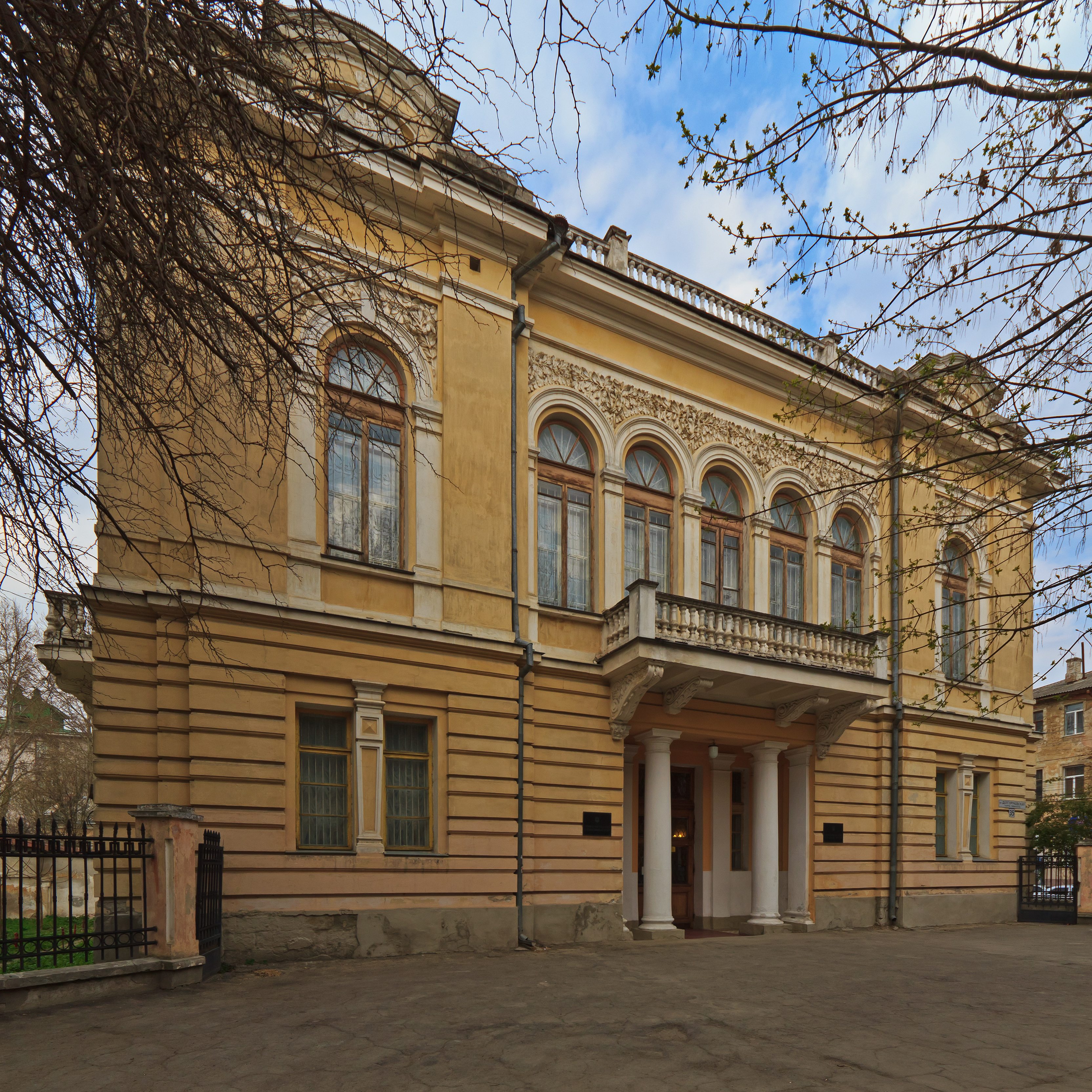
Musée d'art de Simferopol.

- Galerie d'art de Kertch (Département de la réserve historique et culturelle de l'État de Kertch).
- Musée de Vera Mukhina.

## Oblast de Vinnytsia
- Musée d'art de Vinnytsia
- Musée des Beaux-Arts de Shargorodsky
- Musée des Beaux-Arts Yampilsky

## Oblast de Volhynie
- Département d'art du musée de Volhynie des traditions locales, Loutsk

## Oblast de Dnipropetrovsk
- Musée d'art de Dnipropetrovsk

## Oblast de Donetsk
- Musée d'art de Donetsk
- Musée d'art et traditions locales de Makyvsky
- Musée d'art Druzhkivsky
- Musée d'art de Kramatorsk.
- Musée d'art Gorlivsky
- Musée d'art Arkhip Kouïndji, Marioupol
- Salle d'exposition nommée d'après AI Kuindzhi (succursale du musée Marioupol du savoir local)

## Oblast de Jytomyr

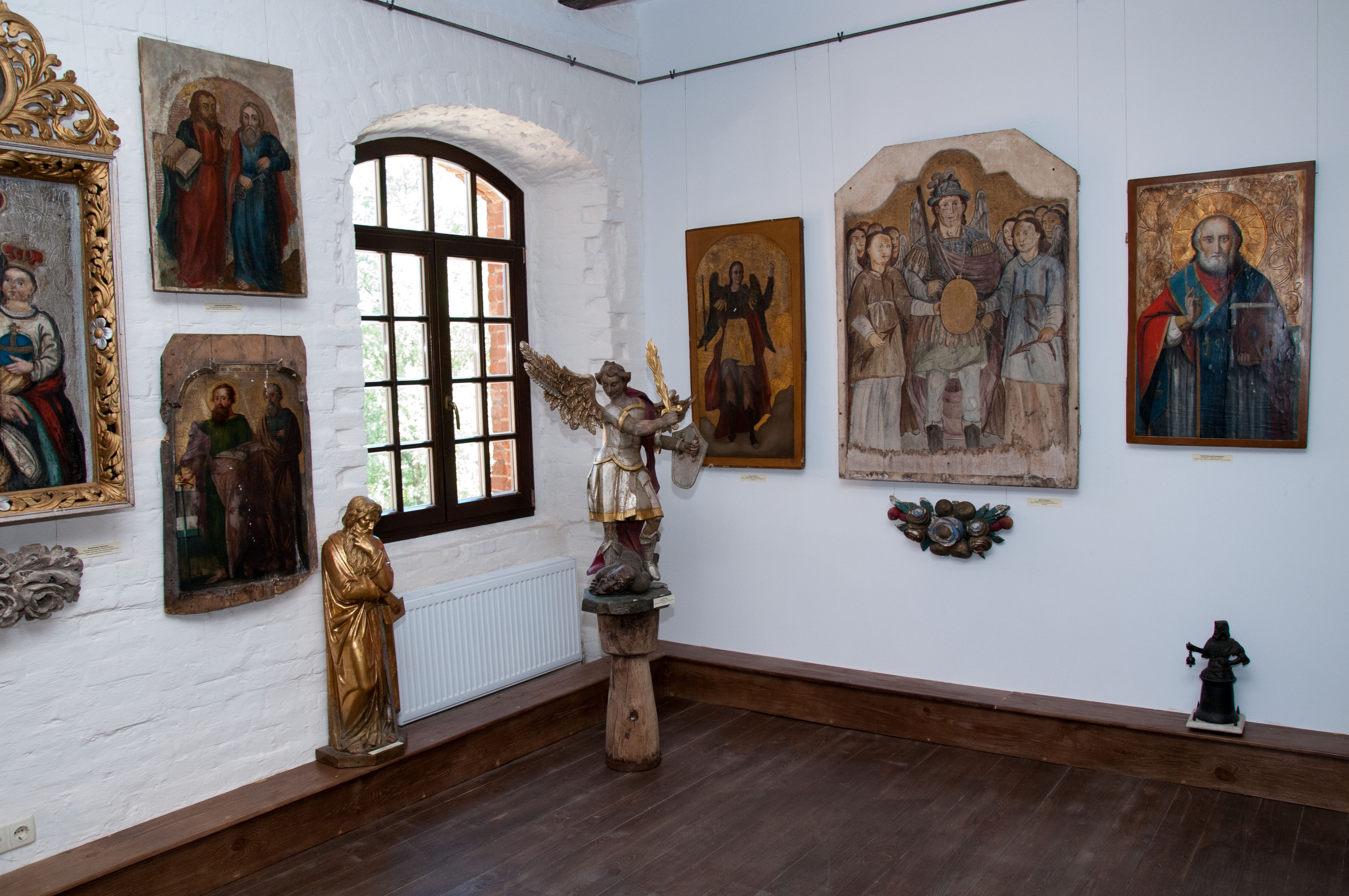
Musée des icônes nationales ukrainiennes.

- Musée d'art de Jytomyr (département du Musée de Jytomyr du savoir local).
- Musée des beaux-arts de Kmytiv portant le nom de JD Bukhanchuk.
- Musée des icônes nationales ukrainiennes dans le Château de Radomychl.

## Oblast de Transcarpatie
- Musée régional d'art transcarpatique Joseph Bokshay

## Oblast de Zaporijjia
- Musée d'art de Zaporijjia
- Musée d'art Berdyansky nommé d'après II Brodsky
- Salle d'exposition d'art Energodarsky

## Oblast d'Ivano-Frankivsk
- Musée d'art régional d'Ivano-Frankivsk
  - Musée d'art et de savoir locaux Rogatynsky
- Musée Pysanka, Kolomyia

## Oblast de Kiev
- Galerie d'art Yagotynska

## Oblast de Kirovohrad

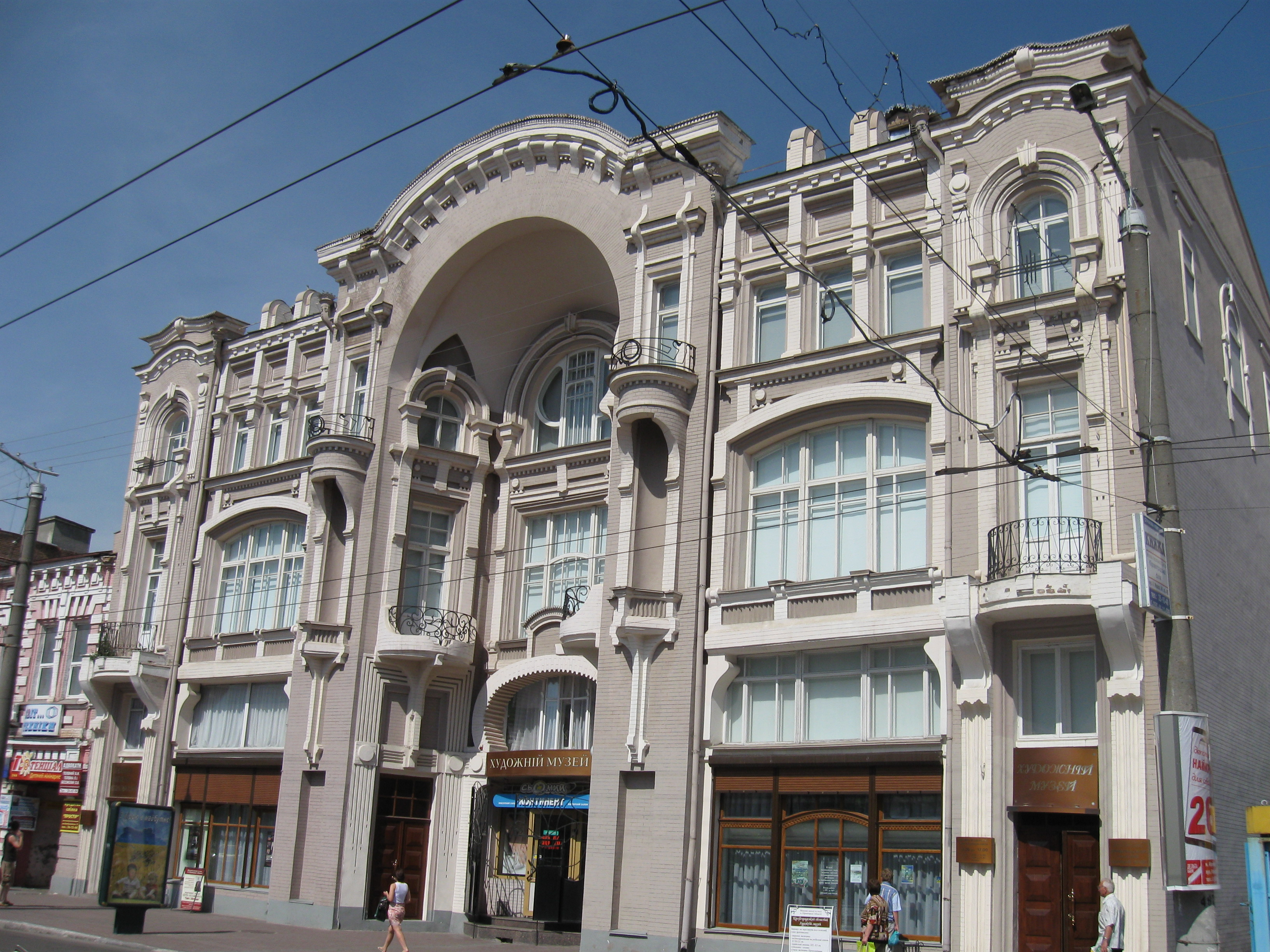
Musée d'art régional de Kirovohrad

- Musée d'art régional de Kirovohrad
- Musée commémoratif d'art OO Osmorkin

## Oblast de Louhansk
- Musée d'art de Louhansk
- Musée d'histoire et d'art de Stakhanov

## Oblast de Lviv
- Galerie nationale d'art de Lviv

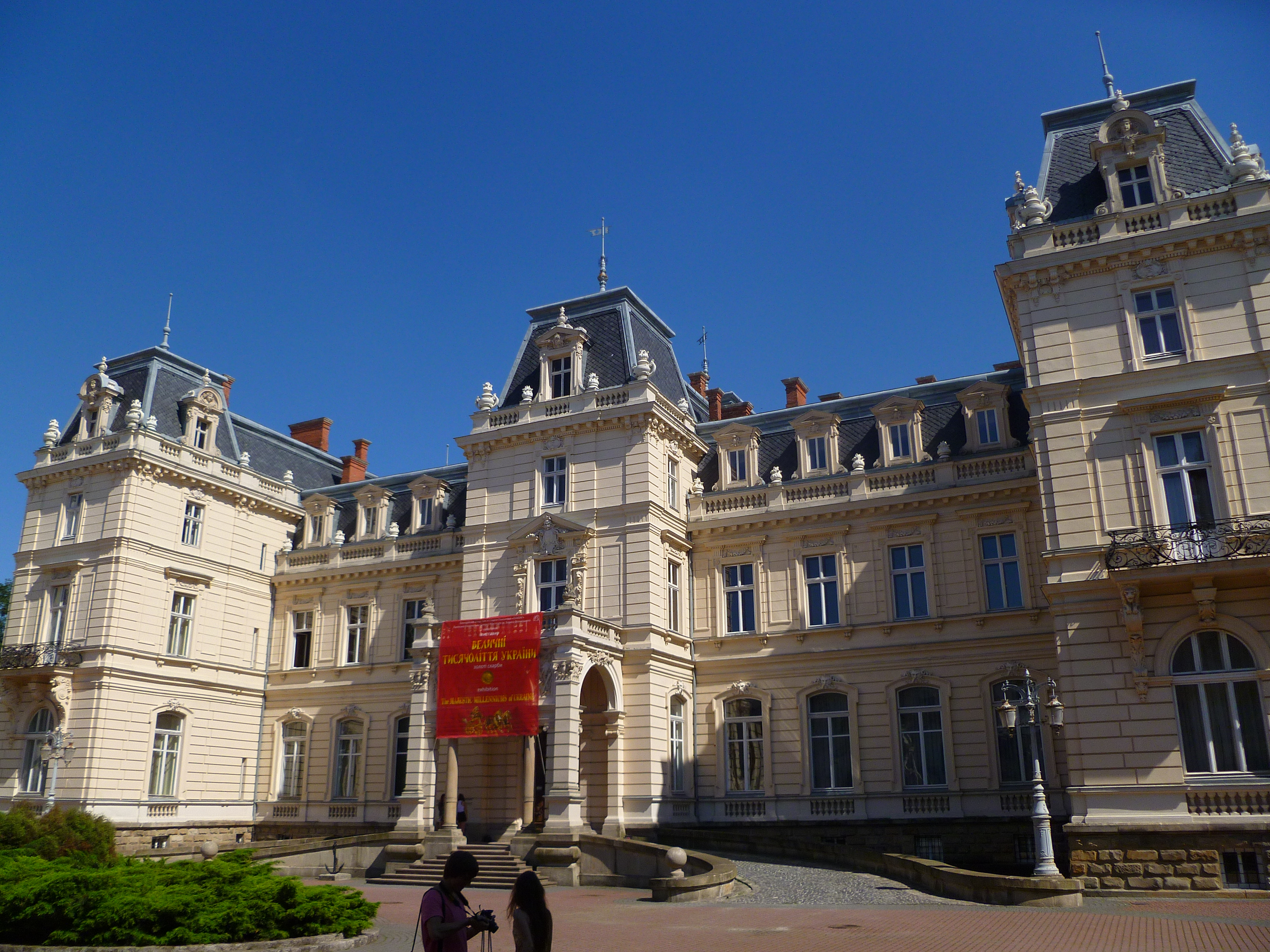
Galerie nationale d'art de Lviv

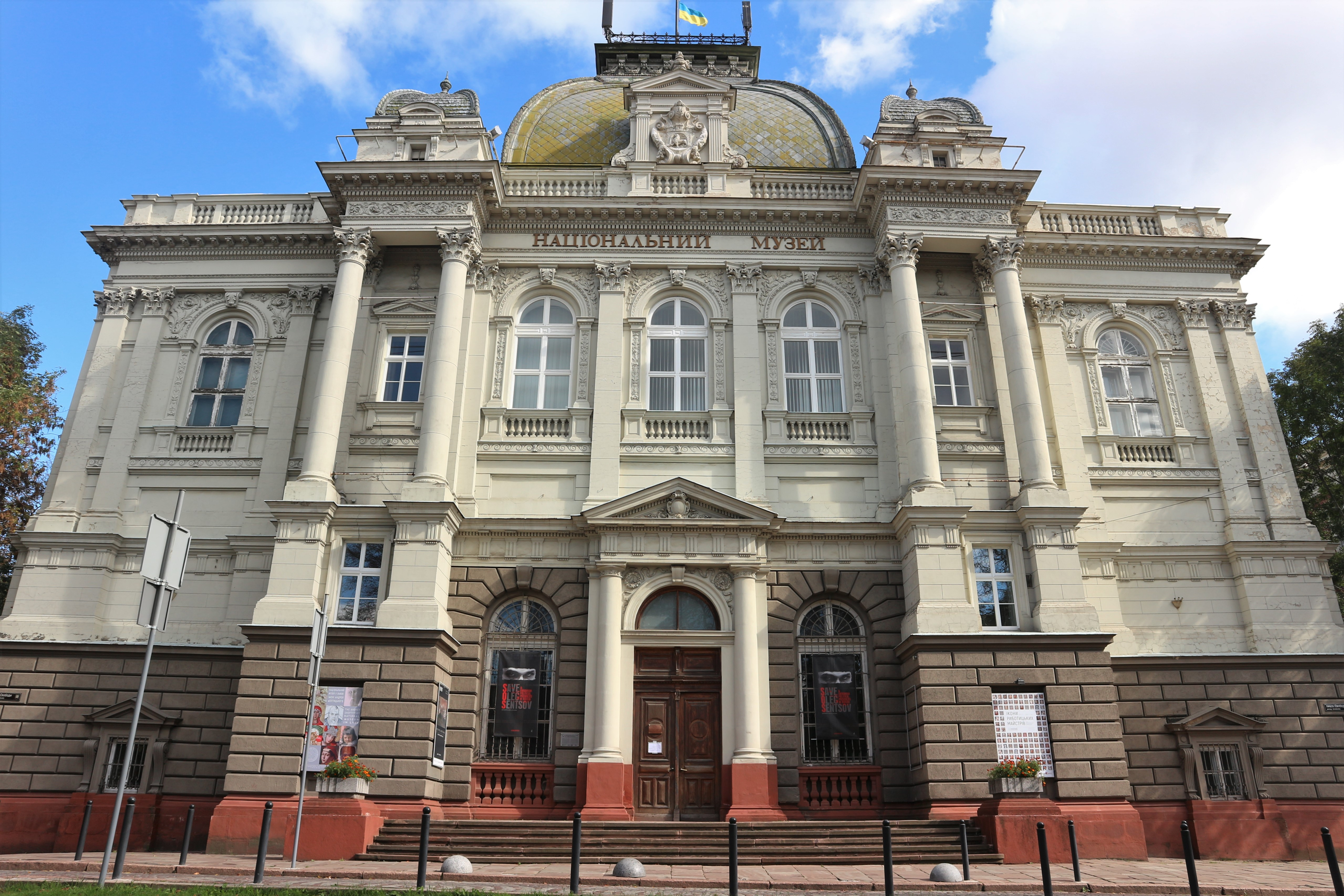
Musée national de Lviv

- Musée national de Lviv, Fondation scientifique et artistique du métropolite André Cheptytsky
  - Musée mémorial d'art Olena Koultchytska, Lviv
  - Musée commémoratif d'art Oleksa Novakivskyi, Lviv
  - Musée mémorial d'art Leopold Levitsky, Lviv
  - Musée d'art Mykhailo Bilas, Truskavets
  - Musée commémoratif d'art Ivan Trouch, Lviv
  - Musée d'art de Sokalshchyna, Chervonograd
  - Musée d'art Boykivshchyna, Sambir
- Musée d'ethnographie de Lviv

## Oblast de Mykolaïv
- Musée d'art VV Vereshchagin de Mykolaiv
- Musée de la peinture marine du nom de R. Sudkovsky à Ochakiv[2]

## Oblast d'Odessa
- Musée d'art d'Odessa
  - Musée d'art historique d'Ananyiv
  - Musée Pouchkine d'Odessa

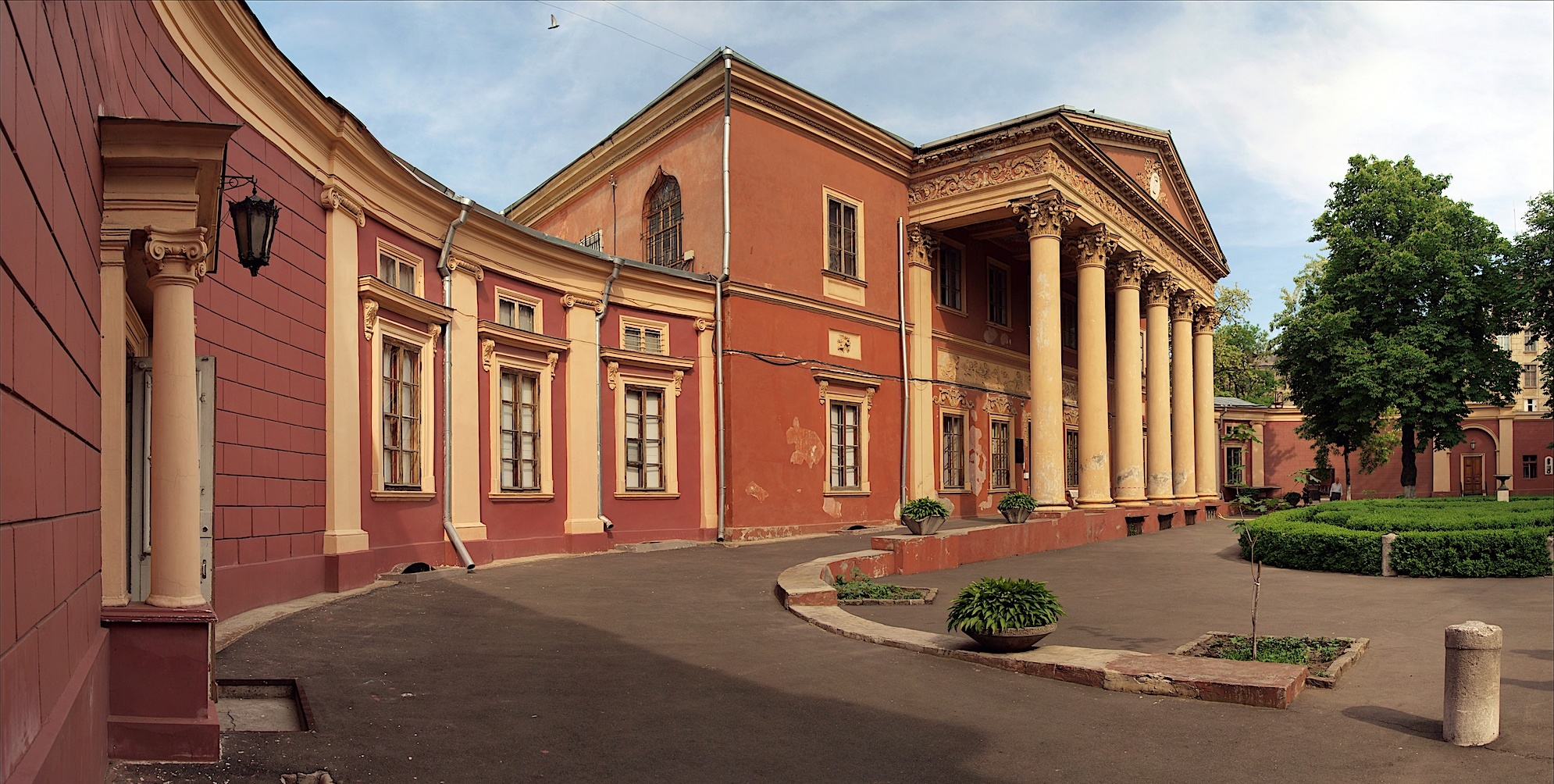
Musée d'art d'Odessa.

- Musée d'art occidental et oriental d'Odessa
- Galerie d'art Izmail.
- musée d'archéologie d'Odessa.
- Musée des Beaux-Arts de la mer Noire nommé d'après OM Bilo
- Musée d'histoire régionale d'Odessa.

## Oblast de Poltava
- Musée d'art de Poltava.
- Galerie d'art urbain de Kremenchutska.
- Galerie d'art Natalia Yuzefovych, à Kremenchuk.

## Oblast de Rivne
- Musée du patrimoine à Rivne

## Oblast de Soumy

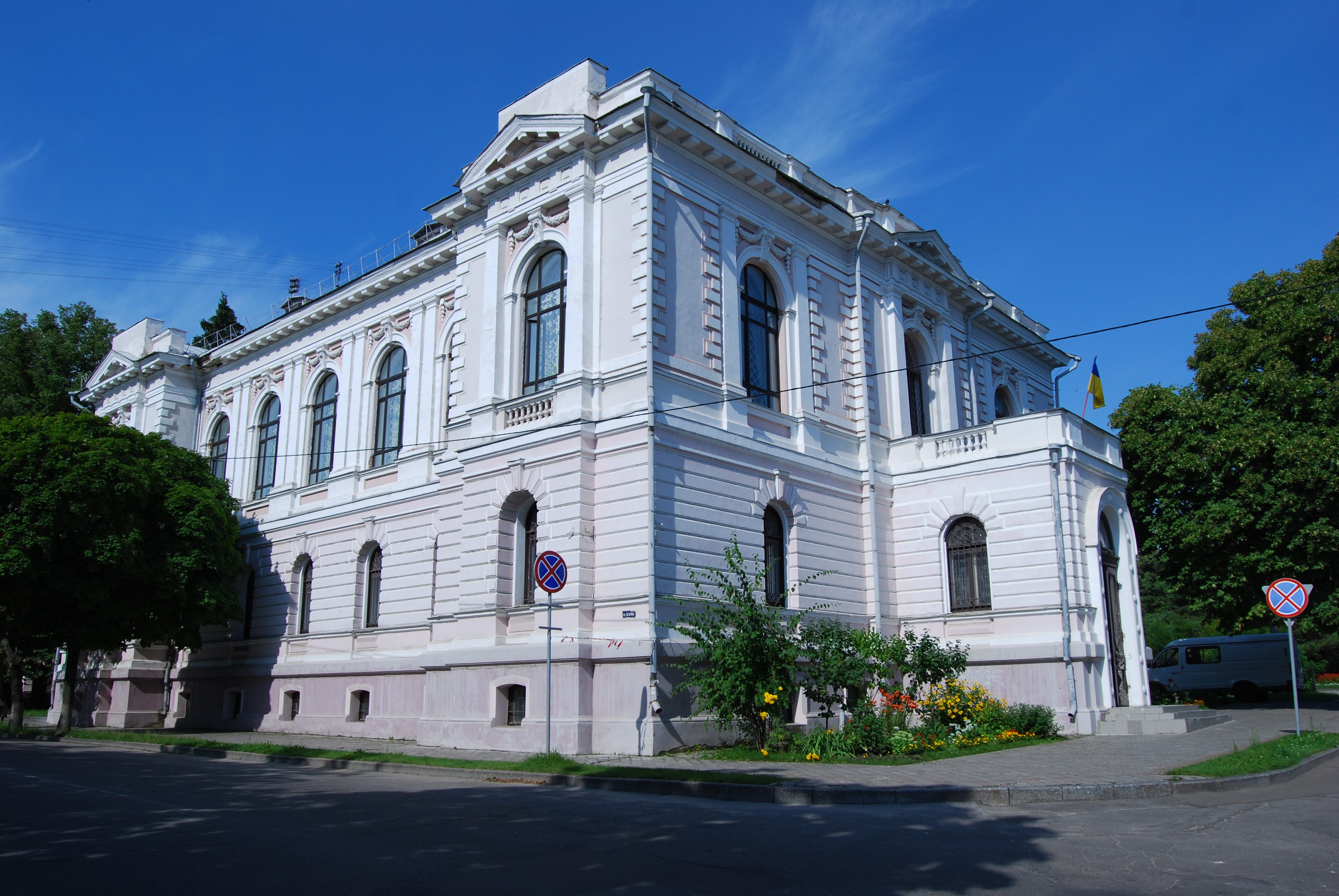
Musée d'art régional Nikanor Onatsky à Soumy

- Musée d'art régional Nikanor Onatsky à Soumy
- Musée d'art municipal de Lebedyn

## Oblast de Tcherkassy
- Musée régional des arts de Tcherkassy.

## Oblast de Ternopil
- Musée d'art régional de Ternopil
- Musée mémorial d'art I. Khvorostetsky (Département du musée Kremenetsky de la laure locale), à Pochaiv

## Oblast de Kharkiv
- Musée d'art de Kharkiv
  - Musée d'art populaire, Kharkiv

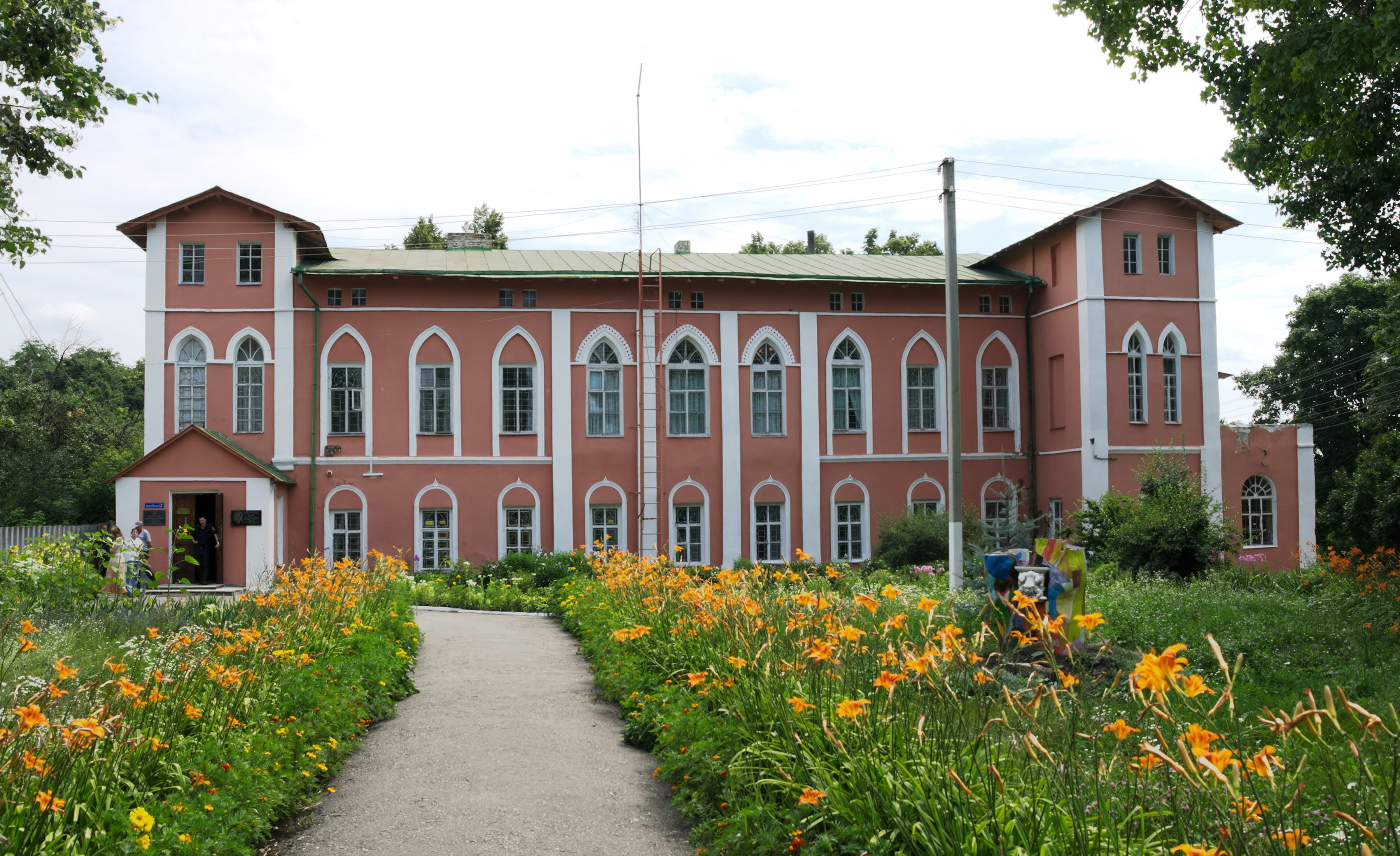
Musée d'art historique de Parkhomivsky

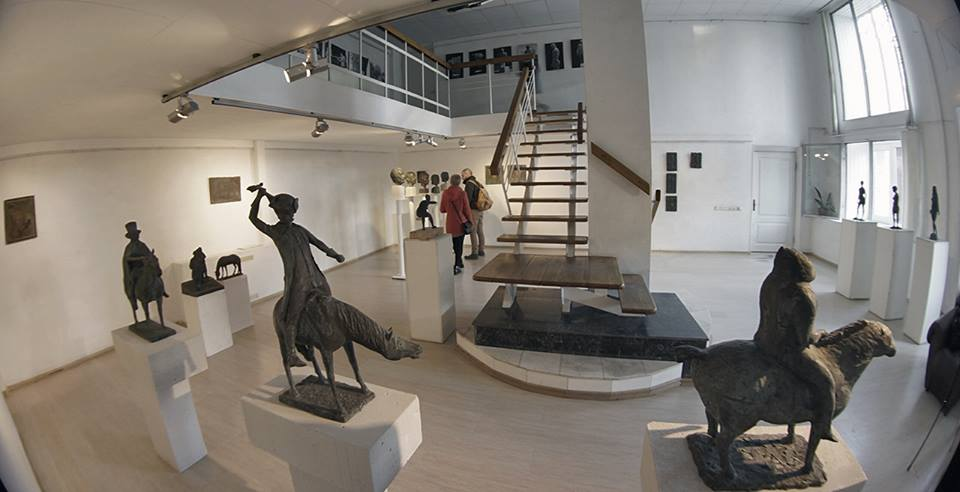
Galerie municipale de Kharkiv

  - Musée d'art historique de Parkhomivsky
  - Lauréat du Prix d'État, Musée d'Art et de Mémoire Ilia-Répine, Tchouhouïv
- Galerie municipale de Kharkiv
- Réserve historique et culturelle de Repin Chuguiv

## Oblast de Kherson
- Musée d'art de Kherson nommé d'après Oleksiy Chovkounenko
- Galerie d'art Novokakhovska

## Oblast de Khmelnytskyï
- Musée d'art de Khmelnytskyï
- Galerie d'art (Musée historique et culturel d'État Kamyanets-Podilsky)

## Oblast de Tcherkassy
- Musée d'art de Tcherkassy
- Musée d'art d'Ouman (Département des traditions locales d'Ouman)
- Galerie d'art Korsun-Shevchenkivska

## Oblast de Tchernivtsi
- Musée d'art de Tchernivtsi

## Oblast de Tchernihiv

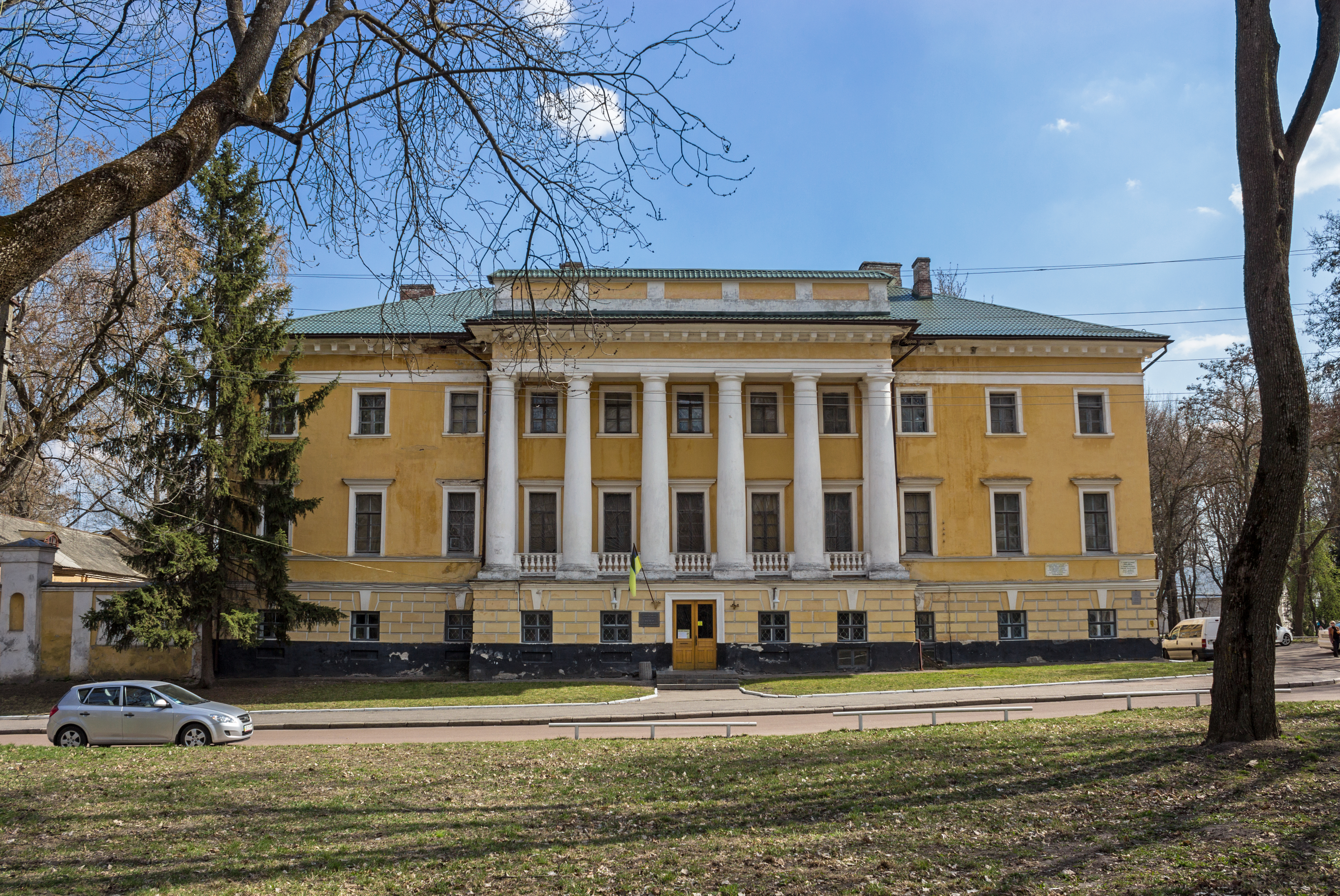
Musée d'art régional de Tchernihiv

- Musée d'art régional de Tchernihiv
  - Galerie d'art dans le village de Lemeshi (quartier Kozelets )
- Musée mémorial d'art de Borzna "Domaine de l'artiste populaire d'Ukraine O. Saenko", Borzna